# Hiladora Jenny

Modelo de hiladora Jenny en un museo de Wuppertal, Alemania.

La hiladora Jenny fue una máquina hiladora, inventada en 1764 por James Hargreaves (aunque algunos identifican también a Thomas Highs como posible inventor) en Stanhill, cerca de Blackburn en Lancashire, Inglaterra. Este dispositivo redujo enormemente el trabajo requerido para la producción de hilo, dando a un solo trabajador la capacidad de manejar ocho o más carretes a la vez.
Fue la primera innovación técnica importante en la industria textil y una de las que abrió las puertas a la Revolución industrial, siendo considerada por ello un símbolo de la época. Fue la primera vez en la historia que una fábrica mecanizó su proceso de producción.
Esta invención fue increíblemente importante. Efectivamente, con ella empieza la primera revolución industrial. Esta nueva hiladora provocó el comienzo de manifestaciones en las calles de Lancashire por miedo a que toda la gente que trabajaba con lana se quedase sin trabajo a causa de las máquinas. Irónicamente, la invención dio comienzo a una revolución industrial y a un cambio global, que no solo afectó al modelo económico, sino también a la estructura social, cultural , política y natural.

## Descripción
La idea básica consistía en una máquina hiladora con ocho carretes en un extremo, girados por una rueda más grande que la de las máquinas normales. Un grupo de ocho maderas eran fijadas a una viga que se balanceaba desde el lado de los carretes al de la rueda sobre un bastidor horizontal, y el operador podía balancearla de un lado a otro sobre el hilo para darle a este el espesor apropiado. Una grapa en la columna de las dejas permitía al operador liberar todos los hilos a la vez, para recogerlos en carretes. La Spinning Jenny funcionaba manualmente, a diferencia de la similar Mule Jenny inventada unos años más tarde, que funcionaba con energía hidráulica y producía un hilo más caro para la sociedad. El nombre nunca fue bien explicado, hay quien mantiene que procede de la hija del que sería su verdadero inventor, Thomas Highs, aunque esta teoría (la de la autoría robada) resulta poco demostrable. Se cree que Jenny podría ser una variación de la palabra "engine" (motor).